# Argandlampa

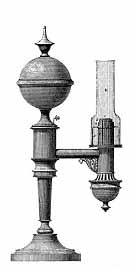
En argand-bordslampa.

Argandlampa, även argandlykta eller argandsk lykta, är en typ av oljelampa som 1783 patenterades av schweizaren Aimé Argand.
Argands förbättring av dåtidens oljelampor byggde på principen att dels avvända en rundveke, uppfunnen på 1780-talet av fransmannen Leger (äldre Argandlampor använde rundveke), som matades upp i mellanrummet av en dubbelcylinder och dels genom att skapa en sorts skorstenseffekt med hjälp av en plåtcylinder över flamman Plåtcylindern ersattes av en glascylinder, en anordning som uppfunnits av Apotekaren Quinquet i Paris 1756. Anordningen förbättrade syretillförseln så att lampan brann med ljusare låga och mindre rökutveckling. Den trögflytande lampoljan klarade i likhet med äldre oljelampor inte av att transportera upp oljan till en veke som inte befann sig i direkt kontakt med oljan, därför gjordes flera konstruktionsförsök där oljebehållaren på olika sätt placerades högre än brännaren, efter en konstruktion Girolamo Cardano gjort redan på 1500-talet. 

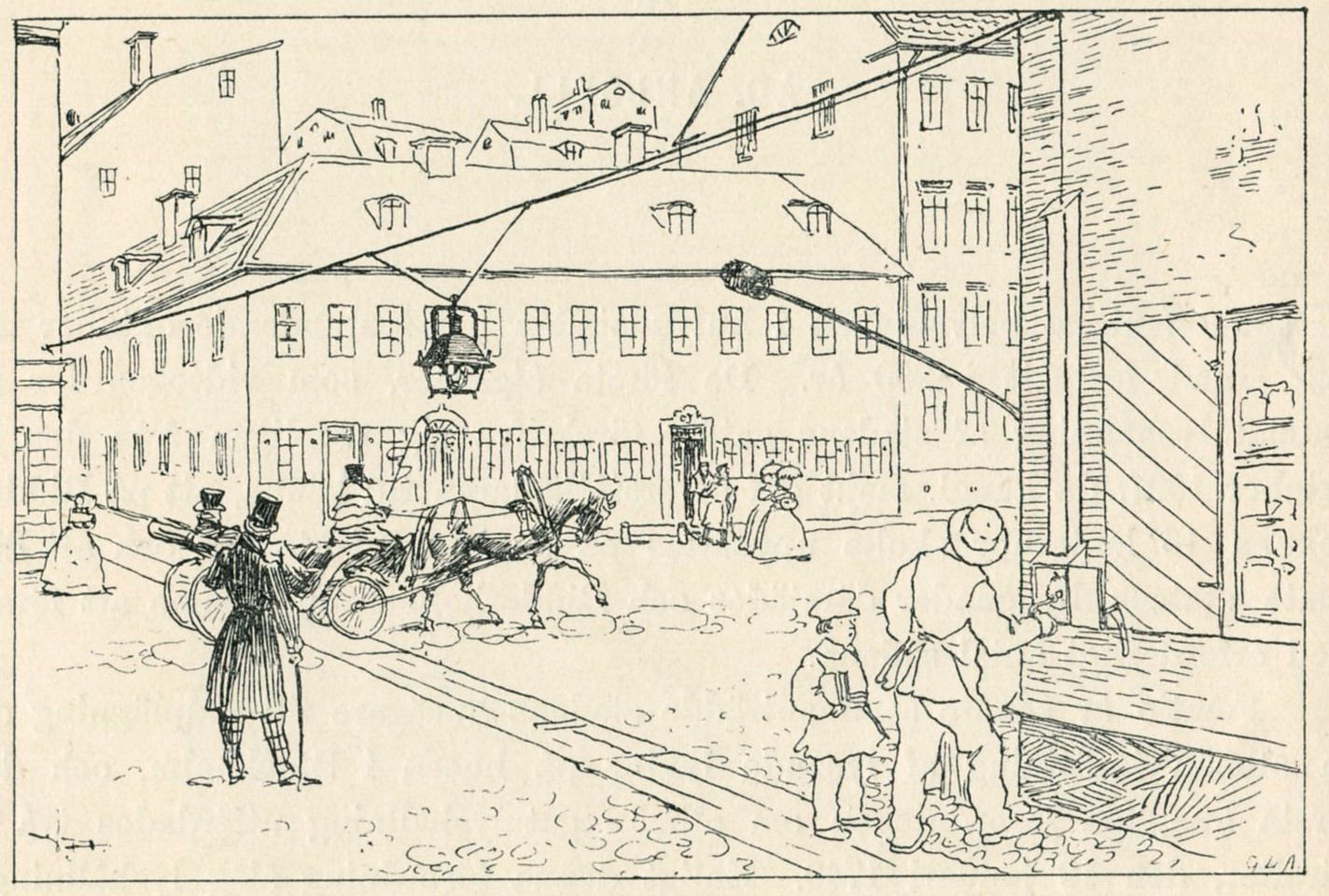
Argandsk lykta, Stockholm 1828

En nackdel med Argands lampa var att oljebehållaren kastade skugga på lampans ena sida, och Bordier Marcell konstruerade en behållare i form av en ring runt brännaren, en så kallad astrallampa. Tio år senare förbättrade Pariker i London konstruktionen med sin Sinumberlampa genom att det ringformade oljehuset fick en kilformad genomskärning. Argandlampan förbättrades under 1800-talet genom införande att lampor av så kallad själptyp. Man utgick från principen att i en flaska med vätska stannar alltid så mycket av denna kvar som motsvarar trycket av den vätska, varuti man nedsänker den upp och nedvända flaskan. Om man inuti oljehuset satte en upp och nedvänt flaska fylld med olja, så nådde man effekten att ju lägre trycket blev i oljebehållaren genom att det blev mindre olja kvar i behållaren, desto mer olja rann ur flaskan. Därigenom erhöll man en jämnare belysning.
Argandska lyktan fick även betydelse som en av de första gatubelysningar i Stockholm. Vintern 1827/28 satte bleckslagaren C.G. Klemming på eget initiativ upp en argandlykta utanför sitt hus på Drottninggatan. Den hängde på en lina högt över gatukorsningen och var en vidareutveckling som kunde utrustas med speglar för att höja effektiviteten. Genom en praktisk anordning kunde den hissas upp och ner för lättare service. Snart följde flera näringsidkare i Stockholm Klemmings exempel. Klemming själv specialiserade sig på tillverkning och försäljning av lyktor och titulerade sig “lampist”. De två sista "offentliga" oljelyktorna i Stockholm släcktes så sent som 1940.